# Charaxes penricei
Charaxes penricei är en fjärilsart som beskrevs av Rothschild 1900. Charaxes penricei ingår i släktet Charaxes och familjen praktfjärilar. Inga underarter finns listade i Catalogue of Life.